# Papigin list
Papigin list (alternantera, pralja; lat. Alternanthera),  rod jednogodišnjeg rasljina i trajnica iz porodice štirovki. Preko 100 vrsta (107) rasprostranjemno je po Americi, Africi, Aziji i Australiji
Jedina vrsta u Hrvatskoj je  karakaška pralja (Alternanthera caracasana).

## Vrste
1. Alternanthera acaulis Andersson
2. Alternanthera albida (Moq.) Griseb.
3. Alternanthera albosquarrosa Suess.
4. Alternanthera albotomentosa Suess.
5. Alternanthera altacruzensis Suess.
6. Alternanthera angustifolia R.Br.
7. Alternanthera aquatica (D.Parodi) Chodat
8. Alternanthera arequipensis Suess.
9. Alternanthera areschougii R.E.Fr.
10. Alternanthera asterotricha Uline
11. Alternanthera axillaris (Willd.) DC.
12. Alternanthera bahiensis Pedersen
13. Alternanthera bettzickiana (Regel) G.Nicholson
14. Alternanthera brasiliana (L.) Kuntze
15. Alternanthera calcicola Standl.
16. Alternanthera cana Suess.
17. Alternanthera canescens Kunth
18. Alternanthera caracasana Kunth
19. Alternanthera cinerella Suess.
20. Alternanthera collina Pedersen
21. Alternanthera congesta Suess. & O.Stützer
22. Alternanthera cordobensis (Standl.) Standl.
23. Alternanthera coriacea Herzog
24. Alternanthera corymbiformis Eliasson
25. Alternanthera costaricensis Kuntze
26. Alternanthera crassifolia (Standl.) Alain
27. Alternanthera crucis (Moq.) Bold.
28. Alternanthera decurrens J.C.Siqueira
29. Alternanthera dendrotricha C.C.Towns.
30. Alternanthera denticulata R.Br.
31. Alternanthera dominii Schinz
32. Alternanthera echinocephala (Hook.f.) Christoph.
33. Alternanthera elongata (Willd. ex Schult.) Schinz
34. Alternanthera fasciculata Suess.
35. Alternanthera fastigiata Suess.
36. Alternanthera ficoidea (L.) P.Beauv.
37. Alternanthera filifolia (Hook.f.) J.T.Howell
38. Alternanthera flava (L.) Mears
39. Alternanthera flavescens Kunth
40. Alternanthera flavicoma (Andersson) J.T.Howell
41. Alternanthera flavida Suess.
42. Alternanthera flosculosa J.T.Howell
43. Alternanthera galapagensis (A.Stewart) J.T.Howell
44. Alternanthera geniculata Urb.
45. Alternanthera glaziovii R.E.Fr.
46. Alternanthera gomphrenoides Kunth
47. Alternanthera grandis Eliasson
48. Alternanthera halimifolia (Lam.) Standl. ex Pittier
49. Alternanthera helleri (B.L.Rob.) J.T.Howell
50. Alternanthera herniarioides Beurl.
51. Alternanthera hirtula (Mart.) R.E.Fr.
52. Alternanthera inaccessa Pedersen
53. Alternanthera ingramiana (Standl.) Schinz
54. Alternanthera jacquinii (Schrad.) Alain
55. Alternanthera januarensis J.C.Siqueira
56. Alternanthera kurtzii Schinz ex Pedersen
57. Alternanthera laguroides (Standl.) Standl.
58. Alternanthera lanceolata (Benth.) Schinz
59. Alternanthera laxa Suess.
60. Alternanthera littoralis P.Beauv.
61. Alternanthera longipes (Moq.) Benth.
62. Alternanthera lupulina Kunth
63. Alternanthera macbridei Standl.
64. Alternanthera malmeana R.E.Fr.
65. Alternanthera markgrafii Suess.
66. Alternanthera martii (Moq.) R.E.Fr.
67. Alternanthera meyeriana (Regel & Körn.) Suess.
68. Alternanthera micrantha R.E.Fr.
69. Alternanthera microphylla R.E.Fr.
70. Alternanthera minutiflora (Seub.) Suess.
71. Alternanthera mollendoana Suess.
72. Alternanthera multicaulis (Mart.) Kuntze
73. Alternanthera multiflora (Seub.) Schinz
74. Alternanthera nahui Heenan & de Lange
75. Alternanthera nesiotes I.M.Johnst.
76. Alternanthera nodifera (Moq.) Griseb.
77. Alternanthera nodiflora R.Br.
78. Alternanthera obovata (M.Martens & Galeotti) Millsp.
79. Alternanthera olivacea (Urb.) Urb.
80. Alternanthera panamensis (Standl.) Standl.
81. Alternanthera paronychioides A.St.-Hil.
82. Alternanthera parviflora Moq.
83. Alternanthera pennelliana Mears ex Pedersen
84. Alternanthera peruviana (Moq.) Suess.
85. Alternanthera philippo-coburgii (Zahlbr.) Suess.
86. Alternanthera philoxeroides (Mart.) Griseb.
87. Alternanthera piptantha Pedersen
88. Alternanthera polycephala Benth.
89. Alternanthera porrigens (Jacq.) Kuntze
90. Alternanthera praelonga A.St.-Hil.
91. Alternanthera procumbens (Zuccagni) Schult.
92. Alternanthera puberula (Mart.) D.Dietr.
93. Alternanthera pubiflora (Benth.) Kuntze
94. Alternanthera pulchella Kunth
95. Alternanthera pulverulenta Moq.
96. Alternanthera pumila O.Stützer
97. Alternanthera pungens Kunth
98. Alternanthera pycnantha (Benth.) Standl.
99. Alternanthera raimondii Suess.
100. Alternanthera ramosissima (Mart.) Chodat & Hassl.
101. Alternanthera regelii (Seub.) Schinz
102. Alternanthera reineckii Briq.
103. Alternanthera robinsonii Suess.
104. Alternanthera rufa (Mart.) D.Dietr.
105. Alternanthera rugulosa (B.L.Rob.) J.T.Howell
106. Alternanthera scandens Hallier f.
107. Alternanthera sericea Kunth
108. Alternanthera serpens Pedersen
109. Alternanthera serpyllifolia (Poir.) Urb.
110. Alternanthera sessilis (L.) R.Br. ex DC.
111. Alternanthera snodgrassii (B.L.Rob.) J.T.Howell
112. Alternanthera spinosa (Hornem.) Schult.
113. Alternanthera stellata (S.Watson) Uline & W.L.Bray
114. Alternanthera stenophylla (Standl.) Standl.
115. Alternanthera subscaposa Hook.f.
116. Alternanthera suessenguthii Covas
117. Alternanthera tetramera R.E.Fr.
118. Alternanthera tomentosa (Moq.) Schinz
119. Alternanthera truxillensis Kunth
120. Alternanthera tubulosa Suess.
121. Alternanthera vestita (Andersson) J.T.Howell
122. Alternanthera villosa Kunth

## Sinonimi
- Adoceton Raf.
- Adoketon Raf.
- Allaganthera Mart.
- Amarantesia Regel
- Brandesia Mart.
- Bucholzia Mart.
- Everion Raf.
- Jeilium Regel
- Mogiphanes Mart.
- Pityranthus Mart.
- Steiremis Raf.
- Telanthera R.Br.